# Southgate, Kentucky
Southgate är en ort i Campbell County i den amerikanska delstaten Kentucky med en yta av 3,7 km² och en folkmängd, som uppgår till 3 472 invånare (2000).

## Kända personer från Southgate
- Jim Bunning, politiker